# Matti Jurva
Lennart Mathias "Matti" Jurva, fins a 1933 Jurvanen, (Hèlsinki, 29 d'abril, 1898 - Idem. 16 de setembre, 1943), va ser un cantant, compositor, músic i animador finlandès. Va ser un dels cantants pop amb més èxit del període d'entreguerres i un dels artistes discogràfics més actius de Finlàndia.

## Carrera inicial
Poc se sap dels primers anys de Matti Jurva. Va néixer a Hèlsinki l'any 1898 i sembla que es va convertir en músic a una edat primerenca. Va pertànyer a la generació de cantants de coples que estilísticament va precedir l'era dels cantants iskelmä, els grans noms dels quals eren J. Alfred Tanner i Rafael Ramstedt. En la seva carrera, Jurva va continuar la tradició de la cobla fins a la Segona Guerra Mundial.
Matti Jurva va començar la seva carrera com a artista escènic a finals dels anys 1910. El 1919, el productor de cinema Hjalmar V. Pohjanheimo, que va veure l'actuació de Jurva, va contractar Jurva per al seu cinema Lyyra, situat a Yrjönkatu a Hèlsinki. Jurva també va actuar en algunes pel·lícules mudes produïdes per Pohjanheimo a principis dels anys vint.
La primera informació sobre la carrera musical de Jurva es remunta als anys 1927–1928, quan va fer una gira pels Estats Units amb el cantant de coples Tatu Pekkarinen per entre-tenir els immigrants finlandesos. En les seves actuacions, Pekkarinen era l'estrella principal i Jurva l'acompanyava al piano. El duet també va visitar l'estudi de gravació, on Jurva, a més d'acompanyar, va poder cantar unes quantes cobles per al disc.
En els darrers anys de la dècada de 1920 també es van començar a publicar discos de pop a Finlàndia. Una sèrie d'enregistraments populars, "Emma" i "Asphalt Flower" de Ture Ara i "Broken Happiness" de Georg Malmstén, van iniciar una furiosa "febre del gramòfon" el 1929. Matti Jurva ja tenia la trentena en aquell moment, un experimentat animador i cantant. Va fer els seus primers enregistraments finlandesos el 1929 per al segell Homocord. Aquests inclouen diversos èxits de moda recollits del viatge als Estats Units, com ara "Sonny Boy" i "Under the Russian Moon" (Unter der russischen Mond). La collita discogràfica d'aquell any també inclou la coneguda cobla "Play that Negro jazz again", en què Jurva descriu amb humor les seves trobades amb la música jazz americana.

## Els anys 30 d'or
Tot i que la febre del gramòfon va disminuir en un parell d'anys, Matti Jurva va establir ràpidament la seva posició com un dels cantants pop finlandesos més destacats. Va gravar per a diversos segells i amb diverses orquestres a principis dels anys trenta. Va treballar durant un parell d'anys com a solista amb la reconeguda orquestra Dallapé i va ser cantant a la primera gira llegendària d'estiu de l'orquestra l'any 1932. Els enregistraments conjunts de Jurva i Dallapé més coneguts són el jankka "Tullaan, tullaan, toimehen me tullaan" (Anem, venim, we'karanare.1934).
Des de 1935, Jurva va treballar regularment per a Levytukku Oy, on el seu segell discogràfic es va convertir en Columbia i la seva orquestra de suport van ser els Ramblers, dirigits per Klaus Salmi. Els darrers anys dels anys 30 van ser el període més intens de Jurva: només el 1938 va gravar quasi un centenar de cançons acompanyat dels Ramblers. Durant aquests anys es van crear les seves cançons més famoses: el vals "Savonmuan Hilma" (1938), les polques "On the Pohjanmaan junassa" (1938) i "Viipurin Vihtori" (1938), els yankees "Savotan Sanni" (1938) i "Lesken lempi" (1939). El resultat més famós de la col·laboració Jurva-Pekkarinen, la cançó "Väliaaikinen", mai va ser gravada pel mateix Jurva, però va ser cantada per Georg Malmstén per a la pista de terra batuda el 1938. Jurva la va cantar com una cançó lenta a la pel·lícula Kaksi Vihtoria de Nyrki Tapiovaara el 1939.
A mesura que la popularitat de Jurva creixia, Tatu Pekkarinen es va convertir en el seu personatge de fons. El duo va formar un duo d'escriptura de cançons eficaç, escrivint una gran part de les cançons que Jurva va gravar. A les discogràfiques, la col·laboració es va marcar com "Jurva-Pekkarinen", el que normalment vol dir que la melodia és de Jurva i la lletra de Pekkarinen. Tanmateix, Matti Jurva també era un lletrista capaç i va escriure ell mateix subtítols per a diverses de les seves composicions. De vegades, la melodia de la cançó també es pren prestada de l'estranger i només les lletres finlandeses van ser escrites pel duo; els drets d'autor encara no eren controlats molt de prop en aquell moment. Jurva i Pekkarinen són gairebé segurs també el misteriós pseudònim "Erkki Salama", les cançons del qual Jurva va gravar àmpliament a finals dels anys trenta. En disfressar-se darrere d'un pseudònim, el duet aparentment va poder eludir les regles del recentment fundat Teosto i vendre tots els drets de les cançons d'Erkki Salama a Levytukku Oy. Tanmateix, altres persones també podrien haver treballat darrere del pseudònim.

## Estil i persona
Els contemporanis van descriure Matti Jurva com un bohemi, una ànima artística que bevia molt alcohol. Al mateix temps, però, era un professional estricte que no deixava que la seva vida privada sovint extravagant interferís amb la seva feina. Baixa, amb només 160 centímetres d'alçada, Jurva sempre vestia i actuava impecablement davant del públic i exigia el mateix als seus companys intèrprets.
Com a cantant, Jurva no va ser cap heroi d'opereta. La seva veu no era especialment forta ni àmplia, i més tard en la seva carrera va patir una ronquera, fruit d'entretenir grans multituds sense micròfons. Els regals de Jurva no estaven en la seva veu impecable sinó en el seu lliurament: el seu cant era alegre, matisat i humorístic. En el seu més natural, Jurva va ser un intèrpret de ral·lis lleugers i cobles, però el seu punt feble eren els tangos i altres cançons atmosfèriques, que de vegades havia de cantar al disc. A més, tenia un bon sentit del ritme i una llengua flexible, que li permetien cantar fins i tot els yankees i polques més ràpids amb suavitat i sense enredar-se amb les paraules.
Quan actuava davant d'un públic, cantar només formava part del repertori de Jurva. A més del piano, també dominava altres instruments: sovint s'acompanyava a l'ukulele i, durant la seva etapa a Dallapé, tocava en el grup d'acordions de l'orquestra. També era un hàbil ballarí de claqué, una habilitat que havia après als Estats Units, i que es va plasmar a la pantalla a la pel·lícula Anchor Cafe Regulars. Els seus companys el van descriure com un animador nat l'espectacle del qual va continuar després de l'actuació al vestidor.

## Enregistraments de temps de guerra i finals
L'esclat de la Guerra d'Hivern el 1939 va suposar dificultats per a la indústria musical finlandesa, ja que només hi havia una companyia discogràfica que operava al país, Sointu a Turku, i altres companyies havien fet habitualment els seus discos a l'estranger. Al mateix temps, va acabar la intensa ratxa de gravacions de Jurva i els Ramblers. Durant els anys de la guerra, només va tenir l'oportunitat de gravar dues vegades.
Durant l'armistici del novembre de 1940, Matti Jurva i Eero Väre van viatjar a Berlín, on havien aconseguit reservar uns dies per a la gravació. Acompanyats per una orquestra de músics alemanys, el duet cantava desenes de cançons al dia per al disc. En aquest projecte, Jurva va gravar la coneguda cançó de marxa "Mannerheimin linjalla". La següent i darrera vegada que la veu de Jurva es va gravar en un disc va ser el maig de 1942, quan un tècnic de gravació d'Alemanya va instal·lar un estudi de gravació temporal a la sala de ball d'una escola de Hèlsinki. Aquesta sessió d'enregistrament va incloure les cançons de propaganda "Niet Molotoff" i "Luulot pois", així com diverses altres cançons amb temes bèl·lics, com la cançó de guanyina "Aunuksen Anja" i la cançó de yankka "Äänisjärven jäällä".
Matti Jurva va morir d'un ictus provocat per un consum excessiu d'alcohol el setembre de 1943 als 45 anys. El lloc de descans final de Jurva és al cementiri de Malmi. El nom de la làpida és el cognom Jurvanen i per separat el nom Matti Jurva.

## Discografia
- Ramblers Orchestra i Matti Jurva (2012).
- Orquestra Matti Jurva "Jurva Rocks!" disc tribut, amb Jukka Poika com a solista (KHY Suomen Musiikki Oy, 2013).

## Pel·lícules en què Matti Jurva va aparèixer com a actor o músic
- Kilu-Kallen ja Mouku-Franssin kosioretki 1920
- Sunnuntaimetsästäjät 1921
- Helsingin kuuluisin liikemies 1934
- Kaksi Vihtoria 1939
- Rakuuna Kalle Kollola 1939
- Seitsemän velimiestä 1939
- Ankkurikahvilan kantavieraat 1940 també director i guionista
- Herra johtajan "harha-askel" 1940
- Maskotti 1943
- Nuoria ihmisiä 1943[2]